# Friedrich Sturm (Instrumentenbauer)
Friedrich Sturm war ein Maschinen-, Mühlen- und Instrumentenbauer in Suhl.
In Suhl baute Friedrich Sturm bereits um 1827 das sogenannte Aelodikon. Er selbst behauptete, dass es eine eigenständige Erfindung gewesen sei und zwischen 1824 und 1827 entwickelt wurde. Das Handlexicon der Tonkunst von Karl Gollmick aus dem Jahr 1867 führt Friedrich Sturm jedoch als Verbesserer des Aelodikons. Das Aelodikon ist auch als Physharmonika bekannt. 1829 gründete Friedrich Sturm eine Aeolodikon-Fabrik mit 12 bis 16 Arbeitern.
Ein Instrument (um 1830) von ihm befindet sich im Depot des Grassi-Museums für Musikinstrumente der Universität Leipzig
(dieses Instrument stammt aus dem Bestand des musikhistorischen Museum von Wilhelm Heyer in Köln).
Bei der Deutschen Gewerbe-Ausstellung zu Berlin im Jahre 1844 wurden zwei Stück ausgestellt: Eines seiner Instrumente und eine weitere Physharmonika von „Tischler und Instrumentenmacher F. Klein, zu Matscher bei Oppeln“ (von ihm Physharmonika genannt) zum Preise von 120 Mark.

## Beschreibung aus dem Jahr 1832
Das Instrument hatte bereits sechs Oktaven und zwei Register, wie im Amtsblatt von Marienwerder zu lesen ist:
„Ein neu erfundenes Tasten-Instrument betreffend. Der Mechanikus Friedrich Sturm zu Suhl hat vor einigen Jahren ein neues musikalisches Tasten-Instrument ‚Aeolodicon‘ von ihm genannt, erfunden, und gegenwärtig so vervollkommnet, daß es Beachtung verdient. Mehrere Musikverständige von großem Rufe, namentlich die Herrn Spontini, Seidel, Schneider und Möser in Berlin, und andere sachkundige Männer haben über dieses Instrument ein sehr günstiges Urtheil gefällt, und insbesondere sich dahin ausgesprochen, daß dasselbe sehr geeignet sei, in kleinern Kirchen und Bethäusern, so wie in Schulstuben die Orgel zu ersetzen. Auch ist die Einrichtung des Instruments von ihnen für dauerversprechend erklärt worden. Der Preis eines Exemplars von Holz ist 50 Rthlr. und der eines dergleichen mit doppelten Stimmen und in Metall gearbeitet 150 Rthlr. Das Instrument hat ein zierliches Aeußere mit einer Klaviatur von etwa 6 Oktaven Umfang und 2 Pedalen. Der Ton desselben ist sehr angenehm, und gleicht in der Höhe der Flöte und Klarinette, in der Mitte mehr dem Horne, in der Tiefe dem Kontrafagott. Dabei läßt sich ein schönes Krescendo und Diminuendo der Töne durch 2 Veränderungen und durch stärkern oder schwächern Druck der Pedale bewirken; auch ist es keiner baldigen Verstimmung unterworfen; indem alles in Metall gearbeitet und sehr dauerhaft ist. Vorzüglich eignet sich dasselbe zu sanften melodischen Tonstücken, wie auch zu Chorälen. Wir machen diejenigen öffentlichen Anstalten und Kirchen-Gemeinen, welche das Bedürfniß einer Orgel haben und zur Anschaffung einer solchen nicht vermögend genug sind, auf diese Erfindung aufmerksam, und empfehlen ihnen den Ankauf des Instruments. Marienwerder, den 5. September 1832.“
Die Allgemeine musikalische Zeitung, Band 35 vom Mai 1833, berichtet ähnliches.